# Крук Юрій Борисович
Крук Юрій Борисович (2 червня 1941, Херсон — 22 травня 2025, Одеса) — український політик, народний депутат Верховної Ради України II, III, IV, V, VI, VII скликань. Заступник голови Комітету ВРУ з питань транспорту і зв'язку, голова підкомітету з питань морського і річкового транспорту. Заслужений працівник транспорту України. Академік Транспортної академії України.

## Життєпис
Народився 2 червня 1941 року в Херсоні.
- з 1956 по 1960 роки навчався в Херсонському судномеханічному технікумі за спеціальністю «судномеханік».
- з 1960 по 1962 роки — моторист, майстер, судномеханік плавскладу, начальник цеху Одеського рибозаводу.
- з 1962 по 1966 роки служив у Військово-морському флоті СРСР.
- в 1972 році закінчив Одеський інститут інженерів морського флоту за спеціальністю «інженер-механік».
- з 1972 по 1980 роки — директор Одеського рибозаводу.
- з 1980 по 1988 роки — начальник Іллічівського морського рибного порту.
- з 1988 по 1992 роки — заступник генерального директора Чорноморського виробничого об'єднання рибної промисловості «Антарктика».
- з лютого 1992 року — заступник начальника Головного планово-економічного управління Одеської облдержадміністрації.
- з травня 1992 року — заступник Голови Одеської облдержадміністрації з питань морегосподарського комплексу, транспорту і зв'язку.
- з травня 1993 року по червень 1995 року — заступник міністра транспорту України, директор Департаменту морського і річкового транспорту України[8][9].
- в липні 1994 року підприємствами транспортної галузі був висунутий кандидатом та обраний народним депутатом України по округу № 305 (Ізмаїльський виборчий округ Одеська область). У складі Верховної Ради України II скликання (1994—1998 рр.) займав посаду заступника голови Комітету Верховної Ради України з питань паливно-енергетичного комплексу, транспорту і зв'язку.
- з 1998 по 2002 роки — народний депутат України III скликання, обраний по округу № 139 (Ізмаїльський виборчий округ Одеська область). У складі Верховної Ради України III скликання очолював Комітет Верховної Ради України з питань будівництва, транспорту і зв'язку.
- з травня 1998 року по липень 2000 року — член Комісії з питань морської політики при Президентові України. Академік Академії транспорту України.
- 2002—2006 — народний депутат України IV скликання, заступник голови Комітету ВРУ з питань будівництва, транспорту, житлово-комунального господарства і зв'язку.
- з квітня 2006 до червня 2007 року — народний депутат України V скликання, заступник голови Комітету ВРУ з питань будівництва, ЖКГ, транспорту і зв'язку.
- з 2007 по 2012 роки — народний депутат України VI скликання, заступник голови Комітету ВРУ з питань транспорту і зв'язку, голова підкомітету з питань морського і річкового транспорту України.
- з грудня 2012 до листопада 2014 — народний депутат України VII скликання, заступник голови Комітету ВРУ з питань транспорту і зв'язку, голова підкомітету з питань морського і річкового транспорту України. В 2012 голосував (попросив зарахувати голос після голосування) за скандальний Закон України «Про засади державної мовної політики» — неофіційно відомий як «Закон Ківалова-Колесніченка», який пізніше Конституційний Суд визнав неконституційним і таким, що втратив чинність. Голосував за Диктаторські закони 16 січня 2014 року[10].

Помер 22 травня 2025 року у віці 83 років.

## Нагороди

### Ордени
- Орден «За заслуги» всіх ступенів (ІІІ — 1998[12], ІІ — 2002, І — 2012) та «Зірка ордена».
- Орден Богдана Хмельницького.
- Заслужений працівник транспорту України (08.1999)[13]

### Медалі
- «За доблесну працю».
- «Ветеран праці».
- «20 років перемоги у Великій Вітчизняній війні 1941—1945 рр.».
- «Захиснику Вітчизни».
- «Ветеран бойових дій».
- «За трудову доблесть».
- «20 років Державній прикордонній службі України» тощо.

### ОрдениУПЦ
- Орден святого рівноапостольного великого князя Володимира II, III ступеня
- Орден святого князя Київського Ярослава Мудрого
- Орден преподобного Нестора Літописця II, III ступеня
- Орден преподобного Агапіта Печерського III ступеня
- Орден великомученика Георгія Переможця
- Кавалер Міжнародного ордена Миколи Чудотворця «За примноження добра на землі».
- Орден «Різдво Христове» тощо.

### Інші нагороди
- Почесна грамота Верховної Ради України.
- Почесна грамота Кабінету Міністрів України (02.2004)[14].
- Грамота Президіуму Верховної Ради УРСР.
- Почесний громадянин Ізмаїла[15] (2000).
- Почесний громадянин міста Рені (2005).
- Почесний громадянин Одеської області (2021)
- Всього 59 орденів і медалей, почесних відзнак.

## Сім'я
- Борис Миронович (1888 — 1961) — батько.
- Раїса Кирилівна (1908 — 1971) — мати.
- Валентина Тимофіївна (1947) — дружина.
- Вячеслав Юрійович (1962) — син.
- Вячеслав Юрійович (1968) — син.
- Борис Юрійович (1972) — син.
- Юрій Юрійович (1978) — син.

Має 14 внуків. Майстер спорту СРСР.

## Розслідування
23 червня 2016 року правоохоронці затримали сина Юрія Крука Бориса в рамках розслідування підозрою екс-генпрокурора України Віктора Пшонки у відмиванні державних коштів.
24 червня 2016 року Печерський суд Києва заарештував підозрюваного в пособництві при відмиванні коштів колишнім генеральним прокурором Пшонкою Бориса Крука на 60 днів.